# Ian MacKaye
Ian MacKaye (ur. 16 kwietnia 1962 w Waszyngtonie) – wokalista i gitarzysta Minor Threat, Embrace, Fugazi i The Evens, założyciel wytwórni Dischord Records.
Jego muzyczne gusta kształtowały się pod wpływem podziemnej sceny D.C. i kalifornijskiego punk rocka. Największy wpływ wywarły na niego dwa zespoły, będące legendami punk rocka: Bad Brains i Black Flag. W dzieciństwie wychowywał się razem z Henrym Garfieldem, znanym później jako Henry Rollins.
Ian MacKaye grał na gitarze basowej w The Teen Idles (zał. w 1979), śpiewał w zespołach Minor Threat (1980) i w Embrace (1985). W 1987 założył zespół Fugazi, w którym śpiewał i grał na gitarze. Obecnie z Amy Fariną współtworzy duet The Evens. Współpracował również z kilkoma innymi zespołami: Sonic Youth, Egg Hunt, Skewbald/Grand Union, Pailhead (który współtworzył z Alem Jourgensenem z Ministry).
Uznawany za prekursora filozofii straight edge.